# Paul Imbs
Paul Imbs (* 4. Mai 1908 in Schlettstadt; † 27. April 1987 in Nancy) war ein französischer Romanist, Sprachwissenschaftler und Lexikograf.

## Leben und Werk
Imbs studierte in Straßburg bei Ernest Hoepffner und Mario Roques und lehrte als Agrégé de grammaire nacheinander in Lille (Lycée Faidherbe 1931 bis 1933), Straßburg (Lycée Kléber 1933 bis 1938), Saint-Maur (Lycée Marcelin Berthelot 1938 bis 1944, 1943 auch an der École normale supérieure de jeunes filles in Fontenay-aux-Roses) und an der Universität Caen (Assistent 1944). Ab 1946 lehrte er an der Universität Straßburg (Maître-Assitant 1946, Maître de Conférences 1948, Nachfolge von Ernest Hoepffner auf der Chaire de philologie romane 1953). 1956 vollendete er seine Habilitationsschrift über die Propositions temporelles en ancien français und gründete das Centre de philologie et de littérature romanes. 1957 veranstaltete er in Straßburg ein Kolloquium über ein zu schaffendes großes wissenschaftliches Wörterbuch des Französischen, für das er 1960 als Recteur d’Académie in Nancy mit gaullistischer Unterstützung das Centre de Recherche pour un trésor de la langue française  gründete, das schon 1961 mit dem größten damaligen Computer ausgestattet wurde und von 1971 bis 1994 mit mehr als 100 Mitarbeitern unter dem Titel Trésor de la langue française 16 Bände von A bis Z publizierte, die seitdem digitalisiert wurden und im Internet frei konsultiert werden können (Analyse et traitement informatique de la langue française). Imbs schrieb für den ersten Band ein lexikographisch bedeutendes Vorwort.
Seit 1972 war Imbs Mitglied der Académie des Inscriptions et Belles-Lettres. 1973 widmeten ihm Schüler und Freunde die von Robert Martin und Georges Straka herausgegebene Festschrift Mélanges de linguistique française et de philologie et littérature médiévales offerts à Paul Imbs, Paris (mit Schriftenverzeichnis). Imbs war Ehrendoktor der Universitäten Louvain und Gent, Ehrensenator der Universität Karlsruhe und ab 1966 korrespondierendes Mitglied der Accademia della Crusca. Die Académie royale des Sciences, des Lettres et des Beaux-Arts de Belgique (Classe des Lettres et des Sciences morales et politiques) nahm ihn 1980 als assoziiertes Mitglied auf. Er war seit 1968 Ehrenbürger von Sélestat und seit 1986 Offizier der Ehrenlegion.

## Weitere Schriften
- L'Emploi des temps verbaux en français moderne. Paris 1960.
- (Hrsg.):  Lexicologie et lexicographie françaises et romanes: orientations et exigences actuelles. Centre national de la recherche scientifique. Colloque international, Strasbourg, 12–16 novembre, 1957. C.N.R.S., Paris 1961.
- Le subjonctif en français moderne. Strasbourg 1953.